# Hold (mértékegység)
A hold föld-, illetve terület-mértékegység. Latinul juger, jugerum.

## Története
A kataszter a földnek (termőföldnek) adózási célokra történő, bizonyos elvek szerint összeállított és rendszerezett adatnyilvántartása volt. Eredetileg az egy ekével egy nap alatt felszántható terület volt, amit ekeföldnek is neveztek. A 15. századtól kezdve azonban a szántó mértékéből fokozatosan országosan általánossá vált, és más művelési ágakban is elterjedt.

## Változatai
| Név                                                      | Átváltása                                          | Ref.  |
| -------------------------------------------------------- | -------------------------------------------------- | ----- |
| katasztrális vagy kataszteri hold, régi nevén bécsi hold | 1600 négyszögöl = 5755 m² = 57,55 ár = 0,5755 ha   | [ 3 ] |
| királyi hold                                             | 2347 négyszögöl = 8440 m² = 84,4 ár                | [ 2 ] |
| kis hold (Felvidék, Dunántúl)                            | 1000 négyszögöl = 3586,25 m²                       | [ 4 ] |
| magyar hold                                              | 1200 négyszögöl = 4315,5 m² csak szántóföld mérték | [ 2 ] |
| öreg hold (Alsó-Fehér vármegye)                          |                                                    | [ 4 ] |
| régi hold (Jászladány, 1754)                             | 7484 négyszögöl                                    | [ 4 ] |
| angol hold (Acre)                                        | 1125,17 négyszögöl = 4046,86 m² = 43560 ft²        |       |

### Kataszteri hold
A kataszteri vagy katasztrális hold (jele kh) a hold legfontosabb változata. Túlélte a metrikus mértékrendszer bevezetését, földnyilvántartási használatát csak 1972-ben szüntették meg (1972. évi 31. tvr.), de a használatból a megszokás miatt csak lassan kopott ki.
Egy kataszteri vagy katasztrális hold 1600 négyszögöl, ami 0,575464 hektárral vagy 5754,64152861 négyzetméterrel egyenlő. Egy hektár 1,7377 katasztrális holdnak felel meg. Mivel egy osztrák mérföld 4000 ölnek felelt meg, ezért 10 000 kataszteri hold megegyezett egy osztrák négyszögmérfölddel, vagyis 57,5464 km²-rel.